# Эштон, Картер
Картер Эштон (англ. Carter Ashton; род. 1 апреля 1991, Виннипег) — канадский хоккеист, крайний нападающий.

## Игровая карьера

### Клубная карьера
Был выбран в первом раунде драфта НХЛ 2009 года «Тампой». После прохождения тренировочного лагеря перед сезоном 2009/10 подписал с командой трёхлетний контракт новичка. В дэдлайн обменов 28 февраля 2012 года Эштона обменяли в «Торонто Мейпл Лифс» на защитника Кита Оли.
Первую игру в НХЛ провёл 7 марта 2012 года против «Питтсбург Пингвинз», заменив в составе травмированного Джоффри Лупула. Первое очко Картер Эштон заработал 8 октября 2013 в матче против «Колорадо Эвеланш», сделав результативную передачу.
6 февраля 2015 года обменян обратно в «Тампу» вместе с нападающим Дэвидом Броллом за право условного выбора в седьмом раунде драфта 2016 года.
21 июля 2015 года подписал контракт с клубом КХЛ «Торпедо» из Нижнего Новгорода.
18 мая 2016 года «Торпедо» объявило о продлении контракта с Эштоном на два сезона.

### В сборной
Играл на Мемориале Глинки за юниорскую сборную Канады в 2009 году.
В составе молодёжной сборной Канады участвовал в молодёжном Чемпионате мира 2011 года.

## Статистика
| Легенда | Легенда                    | Легенда | Легенда                   | Легенда | Легенда    |
| ------- | -------------------------- | ------- | ------------------------- | ------- | ---------- |
| И       | Количество проведённых игр | Штр     | Штрафное время            | +/−     | Плюс-минус |
| Г       | Голы                       | П       | Голевые передачи          | О       | Очки       |
| -       | Статистика неизвестна      | —       | Статистика не учитывалась |         |            |